# Sylvodrilus gravus
Sylvodrilus gravus är en ringmaskart som beskrevs av Lee 1959. Sylvodrilus gravus ingår i släktet Sylvodrilus och familjen Acanthodrilidae. Inga underarter finns listade i Catalogue of Life.